# Spoken (hoorspel)
Spoken is een hoorspelserie in twee delen naar het toneelstuk Gengangere (1881) van Henrik Ibsen. De TROS zond ze uit zondag 7 en 14 mei 1989. De vertaling was van Hanna Oberman, de regisseur Bert Dijkstra.

## Delen
- Deel 1 (duur: 64 minuten)
- Deel 2 (duur: 63 minuten)

## Rolbezetting
- Marijke Merckens (mevrouw Alving)
- Marcel Maas (Oswald Alving)
- Paul van der Lek (dominee Manders)
- Angelique de Boer (Regina Engstrand)
- Jan Borkus (Engstrand)

## Inhoud
Helene Alving houdt zielsveel van haar enige zoon Oswald. Voor hem heeft ze jarenlang in leugens geleefd en de schijn opgehouden van een gelukkig gezin. Maar ze is bij haar man gebleven terwijl ze van een ander hield en heeft al zijn fouten vergoelijkt en verdoezeld. Nu hij dood is, wil ze alle herinneringen voorgoed begraven. Samen met dominee Manders richt ze een kindertehuis op ter nagedachtenis aan haar man. In de hoop dat alle leugens toch tot iets goeds zullen leiden. Oswald is na een heftig kunstenaarsbestaan in Parijs teruggekeerd naar de warme armen van zijn moeder. Nu hij eindelijk weer thuis is, wil Helena alleen nog maar van haar zoon houden en volop leven, maar de jongen is uitgeput, ziek en verward. De spoken uit het verleden die zijn moeder wilde verbergen, hebben hem weten te vinden. Als zij hem eindelijk de waarheid vertelt, vernietigt ze de levenslust van haar zoon voorgoed. Zijn affectie voor het meisje Regine wordt de grond ingeslagen. Uiteindelijk vraagt Oswald zijn moeder hem uit zijn lijden te verlossen. Hij is thuisgekomen om dood te gaan. Het huis waar hij niet kon leven, omdat er geen liefde en levenslust was, is de enige plek waar hij kan sterven...